# Teseo riconosciuto
Teseo riconosciuto è la prima opera seria del 1798 di Gaspare Spontini su libretto di Cosimo Giotti. Fu in prima assoluta al Teatro della Pallacorda dell'Accademia degli Intrepidi, Firenze, poi al Teatro Alfieri di Via Pietrapiana.

## Ruoli
| Ruolo | Registro vocale | Cast della prima, 1798 (Direttore: - ) |
| --- | --------------- | -------------------------------------- |
| Egeo, re di Atene padre di Teseo | tenore          |                                        |
| Teseo, amante di Asteria | tenore          |                                        |
| Asteria, figlia di Medea | soprano         |                                        |
| Medea, seconda moglie di Egeo | soprano         |                                        |
| Connida, aio ed amico di Teseo | basso           |                                        |
| Evandro, nobile ateniese | tenore          |                                        |
| Leucippe, confidente di Medea | soprano         |                                        |
| Ombra d'Etra | mezzosoprano    |                                        |
| Coro di Grandi del regno, di Donzelle seguaci di Medea, di Ateniesi dell'uno e dell'altro sesso, di Guerrieri sollevati, di Divinità infernali invisibili. |                 |                                        |

## Incisioni
Carlo Allemano, Diego D'Auria, Sonia Visentin, Paoletta Marrocu, Stefano Rinaldi, Miliani Carlo Bosi e Daniela Piccini. Alberto Zedda 1995